# Lindon Victor
Lindon Kellon Toussaint Victor (Saint George, 28 de febrero de 1993) es un deportista granadino que compite en atletismo, especialista en la prueba de decatlón.
Participó en tres Juegos Olímpicos de Verano, entre los años 2016 y 2024, obteniendo una medalla de bronce en París 2024, en la prueba de decatlón, y el séptimo lugar en Tokio 2020, en la misma prueba. Ganó una medalla de bronce en el Campeonato Mundial de Atletismo de 2023.
Fue el abanderado de Granada en las ceremonias de apertura de los Juegos Olímpicos de Río de Janeiro 2016 y París 2024, esta última junto con la nadadora Tilly Collymore.
En 2024 fue nombrado oficial de la Orden del Imperio Británico (OBE). Estudió el grado en Negocio, Administración, Mercadotecnia y Apoyo Relacionado en la Universidad de Texas A&M.

## Palmarés internacional
| Juegos Olímpicos   | Juegos Olímpicos   | Juegos Olímpicos  | Juegos Olímpicos |
| Año                | Lugar              | Medalla           | Prueba           |
| ------------------ | ------------------ | ----------------- | ---------------- |
| 2024               | París (Francia)    | Medalla de bronce | Decatlón         |
| Campeonato Mundial |                    |                   |                  |
| Año                | Lugar              | Medalla           | Prueba           |
| 2023               | Budapest (Hungría) | Medalla de bronce | Decatlón         |